# Предизвестена смърт 2
„Предизвестена смърт 2“ (на английски: The Ring Two) е американски психологически филм на ужасите от 2005 г. и е продължение на „Предизвестена смърт“ (2002), който е римейк на японския филм през 1998 г. Хидео Наката, режисьор на оригиналния японски филм, в които американските версии са базирани, режисира този филм на мястото на Гор Вербински.
Филмът е заснет в Астория, Орегон и Лос Анджелис. Премиерата на филма е на 18 март 2005 г.
Това е втория филм от англоезичната поредица „Предизвестена смърт“, и е последван от „Предизвестена смърт 3“ (2017).